# Octave Rotsaert
Octave François Joseph Rotsaert (Brugge, 21 juli 1885 - 26 maart 1964), ook Octaaf, was een Belgisch beeldhouwer en kunstschilder die behoorde tot de zogenaamde Brugse School. Hij maakte onder meer het ruiterstandbeeld van koning Albert I in Brugge.

## Levensloop
Rotsaert voltooide met succes zijn opleiding aan de Academie voor Schone Kunsten Brugge en zijn hogere studies aan de Koninklijke Academie voor Schone Kunsten van Antwerpen bij de beroemde beeldhouwer Thomas Vinçotte (Borgerhout, 1850 - Schaarbeek, 1925).
Tussen 1900 en 1914 werkte hij vaak ter plekke in de Sint-Andriesabdij n in de Abdij van Maredsous, waar hij heel wat beelden maakte van heiligen of van bekende monniken.
Tijdens de Eerste Wereldoorlog was hij vrijwilliger in het Belgisch leger en was er sergeant bij het tweede linieregiment tot in 1919. Na een lange periode aan het front, waarbij hij zwaar verwond werd, stelde het Belgisch leger hem aan als leraar kunst voor invalide soldaten. In 1917 trouwde hij in Parijs met Marthe de Bernonville.
Na de oorlog vestigde hij zich als beeldhouwer in Brugge en woonde in Tempelhof 10 op de deelgemeente Sint-Pieters-op-den-Dijk. In 1929 kende de provincie West-Vlaanderen hem de Prijs voor Beeldhouwkunst toe.
In Brugge bevinden zich verschillende werken van hem. Zijn hoofdwerk is het klassieke en sobere beeld PAX, symbool van de vrede. Het bronzen beeld staat in het Oud Sint-Janshospitaal te Brugge. Hij behaalde op het Salon des Artistes Français van 1924 een eervolle vermelding met het ontwerp in gips van de PAX. Rotsaert boetseerde ook verschillende portretten. Tijdens de Eerste Wereldoorlog maakte hij allerlei tekeningen en schetsen, die gestolen werden.
Van 1932 tot 1950 was hij leraar beeldhouwen aan de Brugse kunstacademie. Hij produceerde heel wat realistische standbeelden, waarvan sommige door de Franse staat werden aangekocht. Tien jaar voor zijn overlijden maakte hij het opmerkelijke ruiterstandbeeld van Albert I, te zien in het Koning Albert I-park in Brugge.
Rotsaert was ook een verdienstelijk schilder van landschappen en stadsgezichten, alsook tekenaar (sanguine, conté, potlood, houtskool), onder meer van kinderportretten.

## Werken
- 1924 - De Pax in gips.

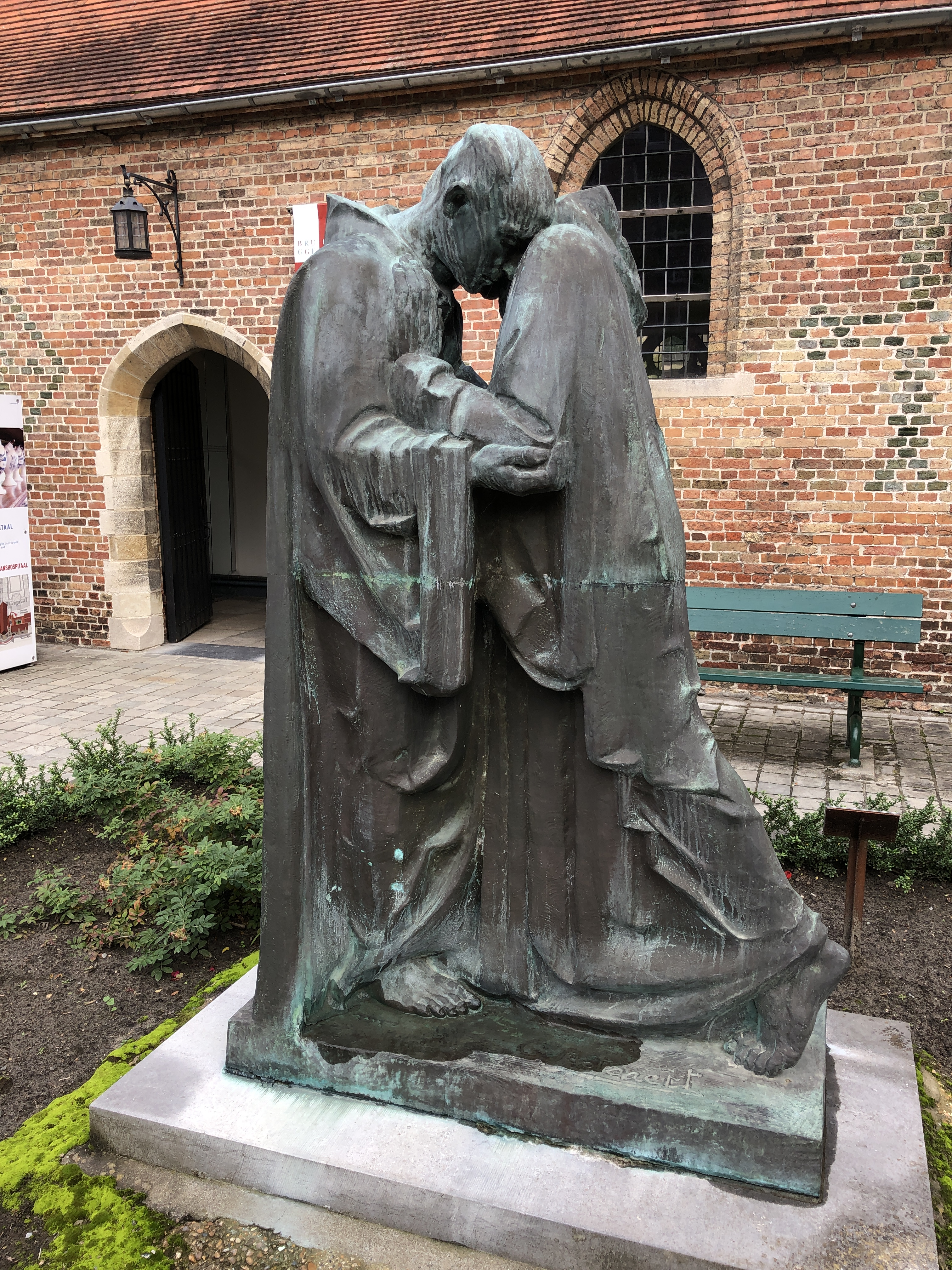
Pax tecum

- 1947 - De Pax in brons in het Oud Sint-Janshospitaal.
- 1948 - de Bizons op de Canadabrug, in de volksmond "Buffelbrug" genoemd, in de Brugse wijk Kristus-Koning.
- 1950 - het borstbeeld van Maurits Sabbe, ingehuldigd op 4 augustus in het Minnewaterpark.
- 1950 - Het oorlogsmonument 'Pro Patria' op het Brugs kerkhof.
- 1953 - de buste van burgemeester van Brugge Victor Van Hoestenberghe.
- 1954 - bronzen ruiterstandbeeld Albert I van België in het Koning Albertpark vlak bij het Concertgebouw in Brugge.
- Onbekende datum:
  - de gedenkplaat van dokter Joseph Sebrechts en vrouw in het Sebrechtspark in Brugge;
  - borstbeelden van koning Leopold III van België, koningin Astrid, dokter Joseph Sebrechts, dokter Louis De Winter, dom Gerard van Caloen, dom Lou Tseng-Tsiang, Albert Dyserinck.